# Erich Altosaar
Erich Altosaar (Tallinn, 14 agosto 1908 – Kirov, 11 ottobre 1941) è stato un cestista, pallavolista e calciatore estone.
È scomparso prematuramente durante la seconda guerra mondiale in un gulag, dopo essere stato imprigionato con l'accusa di aver svolto attività anti sovietica.

## Carriera

### Pallacanestro
In carriera ha giocato nel Tallinna Võitleja e nel Kalev Tallinn. Con l'Estonia ha disputato le Olimpiadi 1936, ed è inoltre stato il portabandiera della delegazione olimpica estone. Da capitano ha preso parte ai Campionati europei 1939.
Nel 1944, tre anni dopo la sua morte, è stato nominato miglior cestista estone della storia, sino ad allora.

### Altri sport
Altosaar ha vinto 9 volte il campionato estone di pallavolo e una volta quello di calcio, con le rispettive squadre del Kalev Tallinn.